# Nederländernas Grand Prix 1965
Nederländernas Grand Prix 1965 var det sjätte av tio lopp ingående i formel 1-VM 1965.  

## Resultat
1. Jim Clark, Lotus-Climax, 9 poäng
2. Jackie Stewart, BRM, 6
3. Dan Gurney, Brabham-Climax, 4
4. Graham Hill, BRM, 3
5. Denny Hulme, Brabham-Climax, 2
6. Richie Ginther, Honda, 1
7. John Surtees, Ferrari
8. Mike Spence, Lotus-Climax
9. Lorenzo Bandini, Ferrari
10. Innes Ireland, Reg Parnell (Lotus-BRM)
11. Frank Gardner, John Willment Automobiles (Brabham-BRM)
12. Richard Attwood, Reg Parnell (Lotus-BRM)
13. Jo Siffert, R R C Walker (Brabham-BRM)

### Förare som bröt loppet
- Jochen Rindt, Cooper-Climax (varv 48, oljetryck)
- Bruce McLaren, Cooper-Climax (36, differential)
- Joakim Bonnier, R R C Walker (Brabham-Climax) (16, oljeläcka)
- Bob Anderson, DW Racing Enterprises (Brabham-Climax) (11, motor)

## Bildgalleri

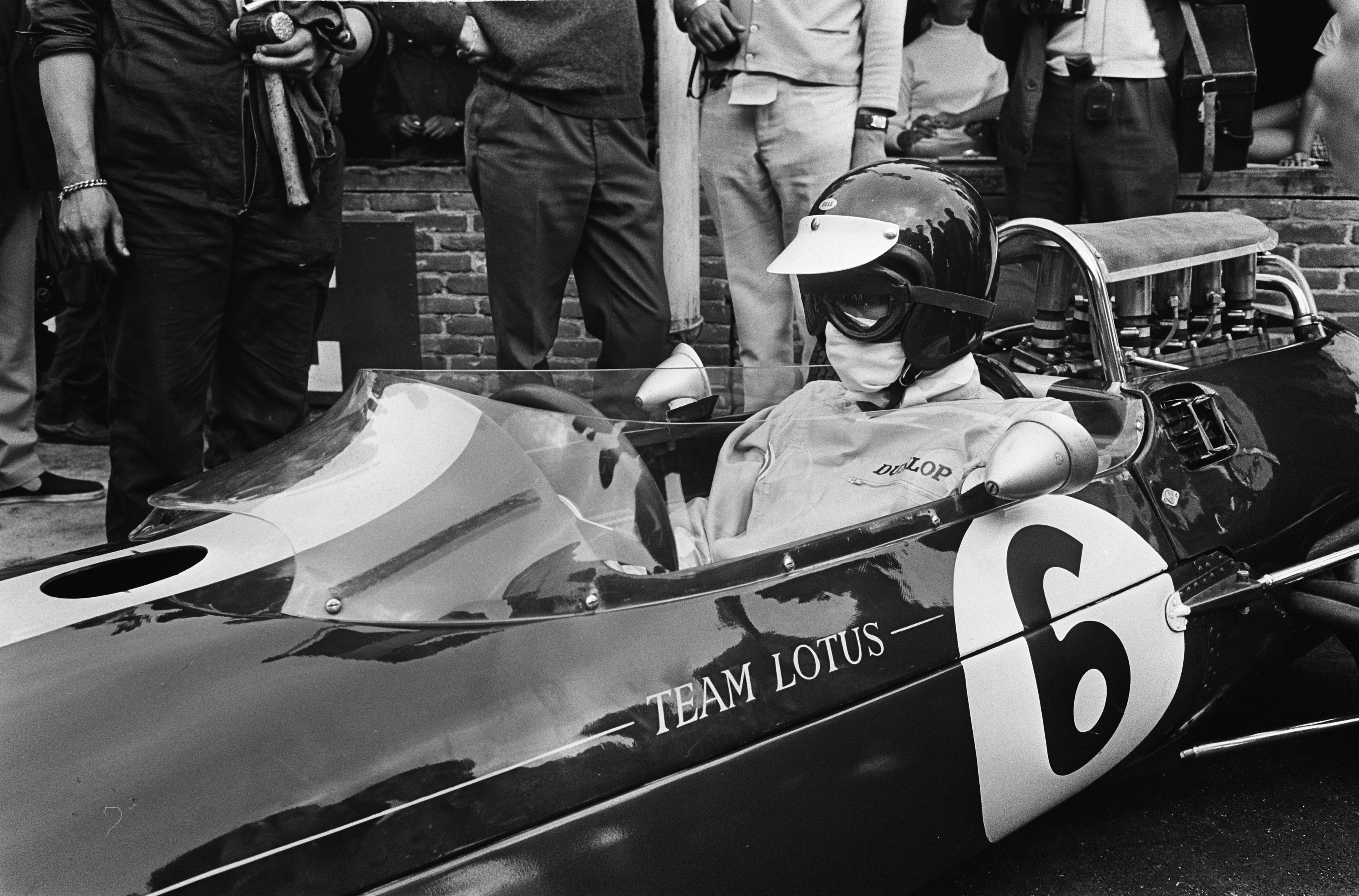
Jim Clark i sin Lotus 33.
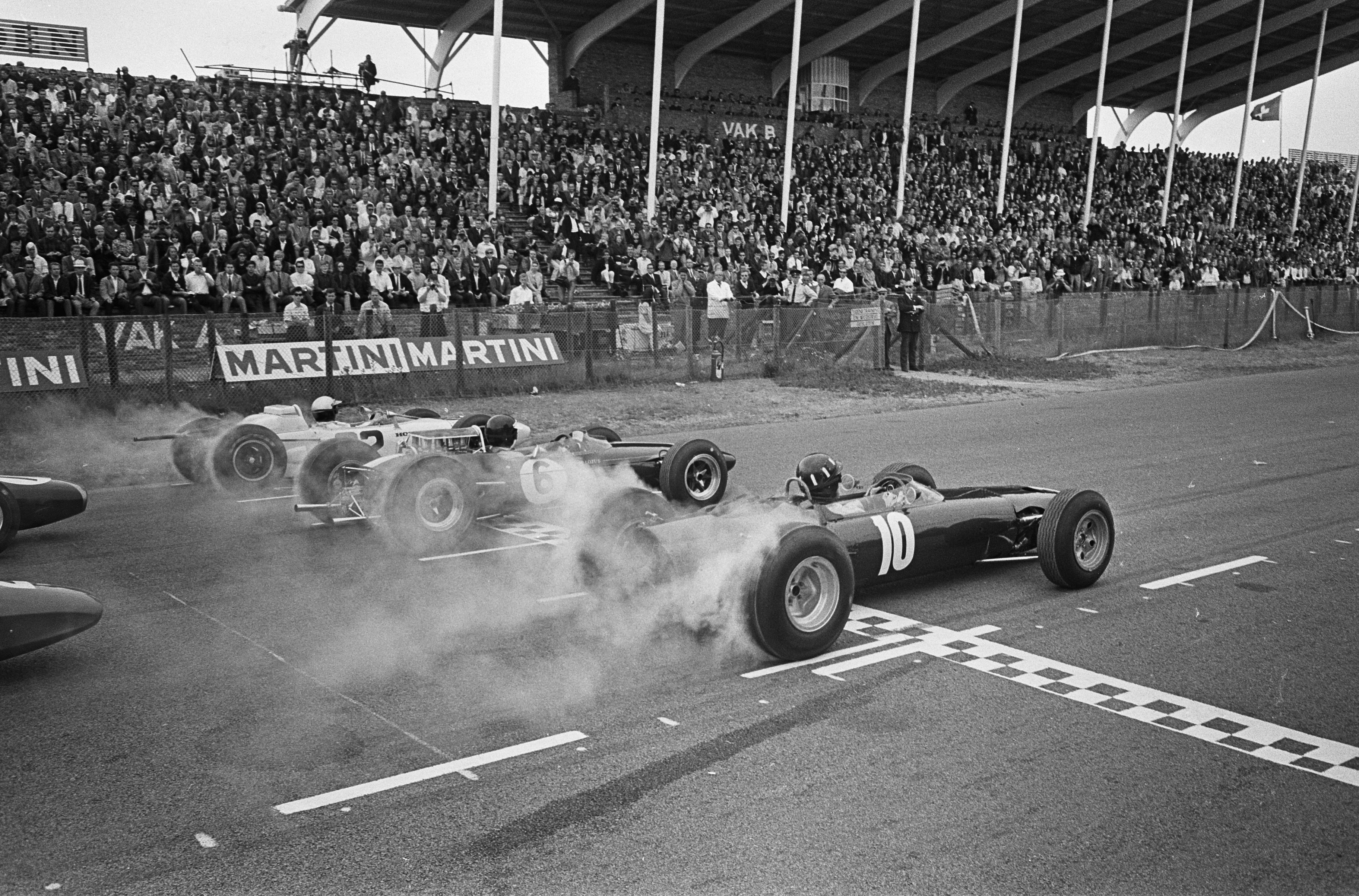
Starten av Nederländernas Grand Prix 1965.
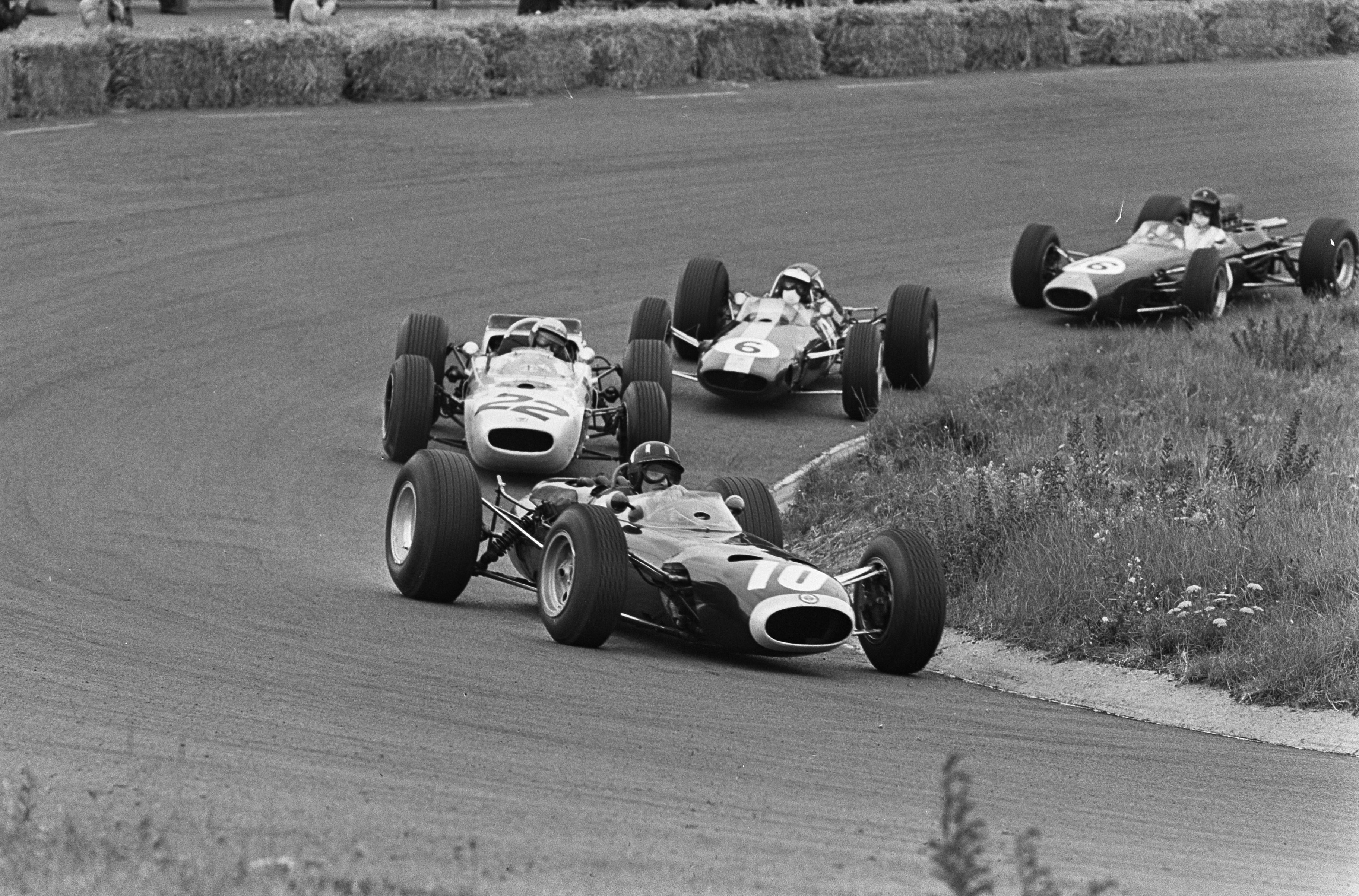
Graham Hill tätt följd av Richie Ginther, Jim Clark och Dan Gurney.
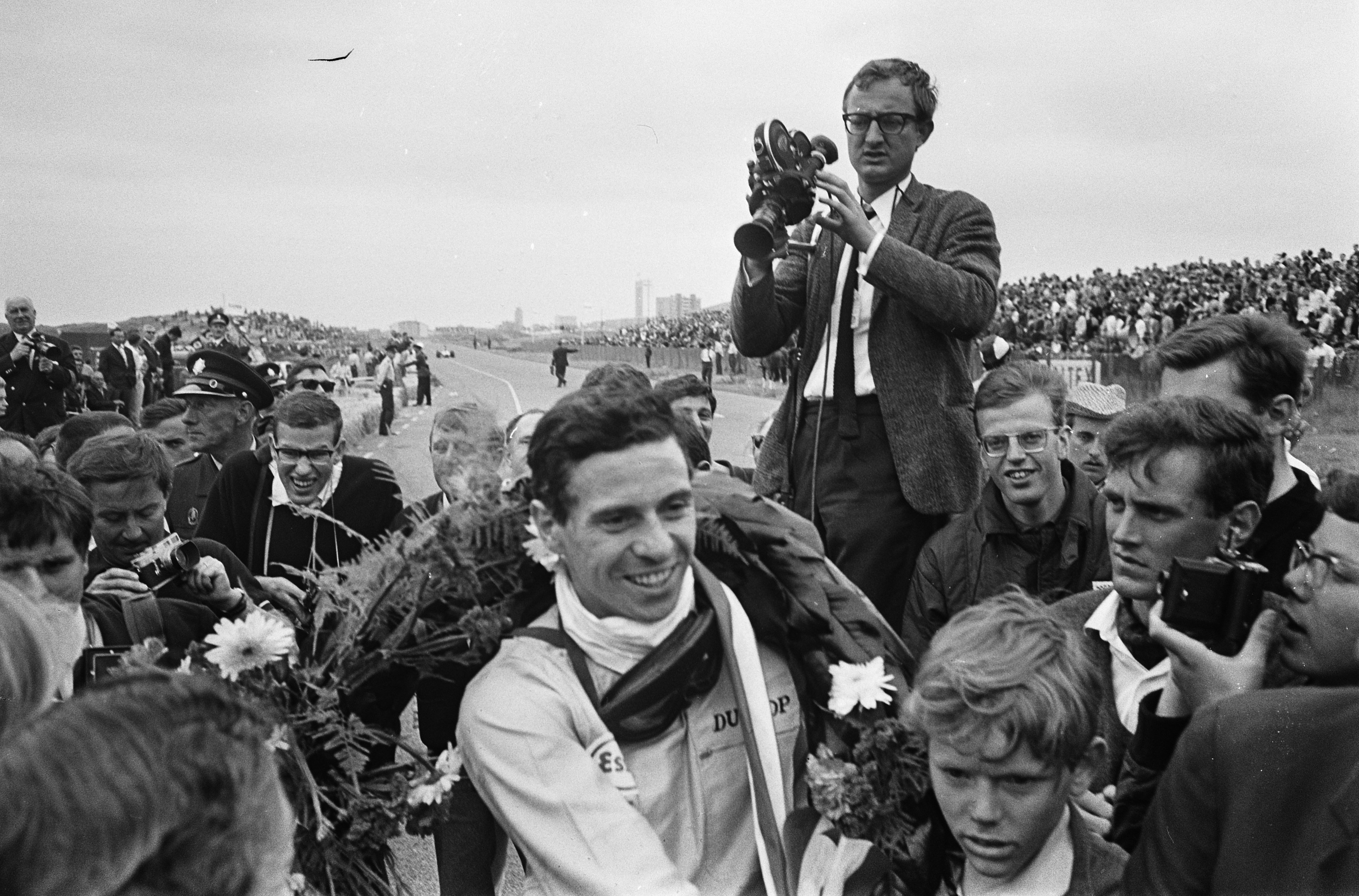
Vinnaren, Jim Clark med segerkransen.

## VM-ställning
| Förarmästerskapet 1. Jim Clark, Lotus-Climax, 45 2. Graham Hill, BRM, 26 3. Jackie Stewart, BRM, 25 | Konstruktörsmästerskapet 1. Lotus-Climax, 45 2. BRM, 37 3. Ferrari, 20 |